# Australian Father of the Year award
The Australian Father of the Year award ofwel Australische Vader van het Jaar award is een Australische onderscheiding, waarbij men een persoon die een goed voorbeeld is geweest voor het vaderschap een onderscheiding ontvangt.
De onderscheiding wordt sinds 1998 tijdens een lunch uitgereikt door het Australian Fathers Day Council. De opbrengsten van deze lunch komen ten goede aan The Shepherd Center, een liefdadigheidsinstelling die hulp biedt aan dove en slechthorende kinderen.
Deze onderscheiding staat los van de door de Australische overheid jaarlijks uit te reiken Australian of the Year awards.

## Onderscheiden personen tot op heden
- 2010 - Chris Cotter;
- 2009 - Li Cunxin;
- 2008 - Paul Roos;
- 2007 - David Koch;
- 2006 - Ron Delezio;
- 2005 - Steve Waugh;
- 2004 - Graeme Clark;
- 2003 - Karl Kruszelnicki;
- 2002 - Steve Vizard;
- 2001 - Jim Rafter;
- 2000 - Steve Biddulph;
- 1999 - Slim Dusty;
- 1998 - Kandiah Kamalesvaran bekend als Kamahl;
- 1997 - John Howard;
- 1996 - Peter Sinclair;
- 1995 - Mark Taylor;
- 1994 - James Hardy;
- 1993 - Michael Chugg;
- 1992 - Bill Crews;
- 1991 - Bruce Shepherd;
- 1990 - Peter Doyle;
- 1989 - Ken Done;
- 1988 - David Martin;
- 1987 - A.H. Pollard;
- 1986 - Gordon Moyes;
- 1985 - Ian Turbott;
- 1984 - Peter Rowe;
- 1983 - Bobby Limb;
- 1982 - Alan Davidson;
- 1981 - Bradney W Norington;
- 1980 - Jim Lees;
- 1979 - Neil McLeod;
- 1978 - Zelman Cowen;
- 1977 - Gary O'Callaghan;
- 1976 - Malcolm Fraser;
- 1975 - Alan Stretton;
- 1974 - John Kerr;
- 1973 - John Lloyd Waddy;
- 1972 - William McBride;
- 1971 - William McMahon;
- 1970 - V.C. Fairfax;
- 1969 - W.M. Leonard;
- 1968 - Lord Casey;
- 1967 - Lorimer Dods;
- 1966 - Roden Cutler;
- 1965 - Bill Northam;
- 1964 - Robert Menzies;
- 1963 - Leslie James Herron;
- 1962 - Norman Gregg;
- 1961 - Judge Adrian Curlewis;
- 1960 - Colin Delaney;
- 1959 - Joe Cahill;
- 1958 - Harry Jensen;
- 1957 - Edward Hallstrom.